# Nyíradony
Nyíradony is een plaats (város) en gemeente in het Hongaarse comitaat Hajdú-Bihar. Nyíradony telt 7933 inwoners (2001).